# Xã Amenia, Quận Cass, Bắc Dakota
Xã Amenia (tiếng Anh: Amenia Township) là một xã thuộc quận Cass, tiểu bang Bắc Dakota, Hoa Kỳ. Năm 2010, dân số của xã này là 105 người.